# Infrastrukturprojekt i Stockholms län 2018–2029
Infrastrukturprojekt i Stockholms län 2018–2029 är de projekt för infrastrukturen i Stockholms län som anges i Nationell plan för transportsystemet 2018–2029 och som fastställdes av regeringen i maj 2018 samt Länsplan för regional transportinfrastruktur i Stockholms län 2018–2029 som fastställdes av Länsstyrelsen i Stockholms län under september 2018. Flera projekt som ingår i den nationella planen genomförs eller planeras att genomföras i Stockholms län, många helt finansierade av statliga medel. Utöver de medel som tilldelats länet i den nationella planen finns en fördelning av totalt 8 490 miljoner kronor till länsplanen för Stockholm under perioden 2018–2029. Resurserna i länsplanen är statens finansiella medel till investeringar i länsvägar och statlig medfinansiering till Region Stockholm för investeringar i kollektivtrafiksystemet. Dessutom ingår statlig medfinansiering till kommunerna för investeringar i gång- och cykelåtgärder samt miljö- och trafiksäkerhetsåtgärder. Planeringen av transportsystemet är delvis fastlagd sedan tidigare genom att finansiella medel är låsta i projekt från avtal som Stockholmsöverenskommelsen som undertecknades 2014. Dessutom pågick Sverigeförhandlingen fram till 2017 med avtal om statliga investeringar i infrastruktur med kommunala motprestationer i bostadsbebyggelse. De redovisade kostnaderna för projekten nedan är i 2017 års prisnivå om inget annat anges. Angivna årtal för påbörjad byggnation utgår från årtal i nationell plan, länsplan samt överenskommelser i avtal om inget annat anges. 

## Vägprojekt

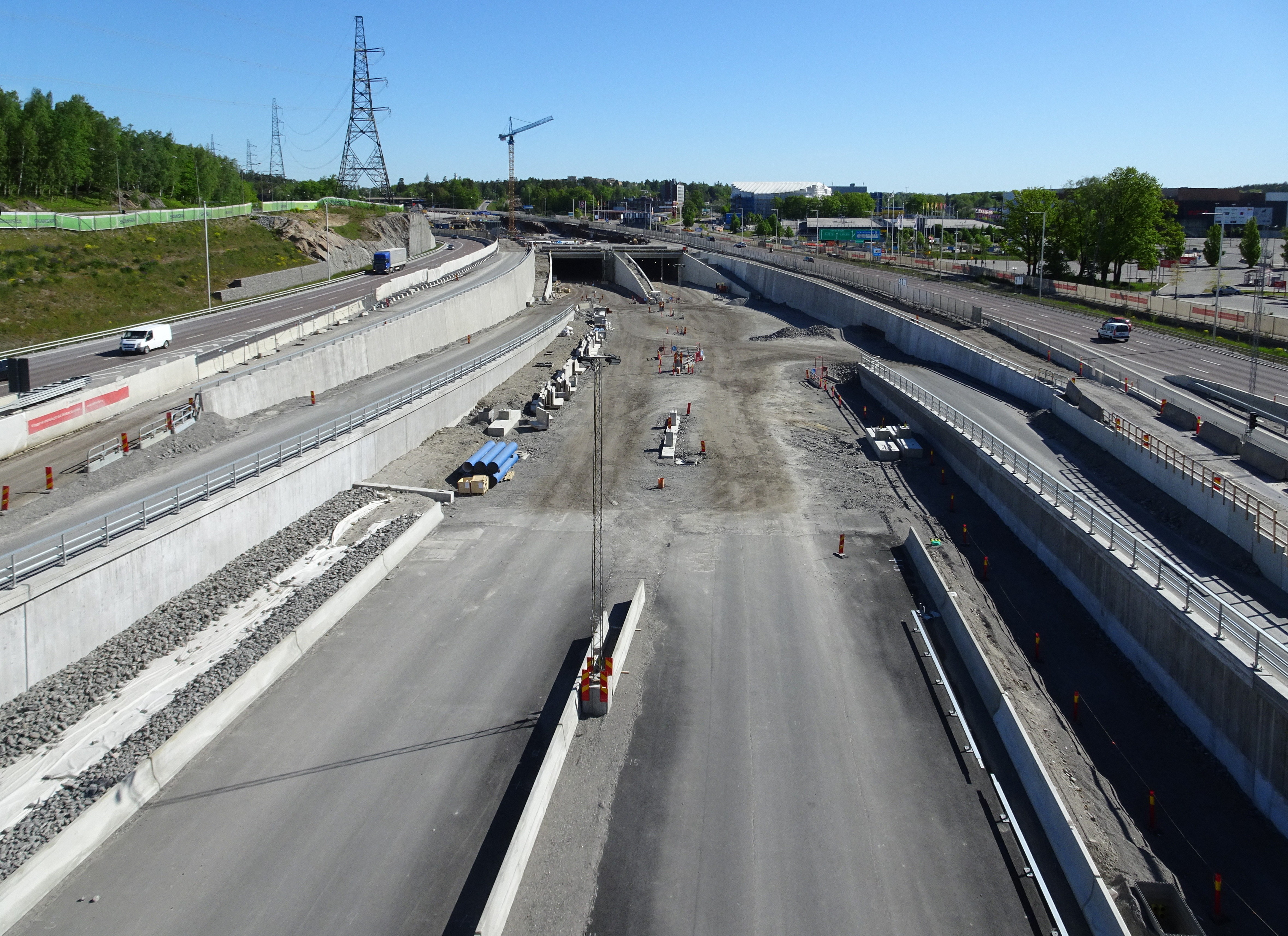
Förbifart Stockholm vid Kungens kurva i maj 2020.

| Projekt                                            | Nationell plan 2018–2029 | Länsplan 2018–2029 | Kostnad under planperioden i miljoner kronor | Påbörjad byggnation      |
| -------------------------------------------------- | ------------------------ | ------------------ | -------------------------------------------- | ------------------------ |
| Förbifart Stockholm                                | Ja                       | Nej                | 26 498                                       | 2014                     |
| Södertörnsleden                                    | Ja                       | Nej                | 4 564                                        | 2021–2023 (planerad)     |
| E4–E20 Essingeleden-Södra Länken                   | Ja                       | Nej                | 241                                          | 2018–2020 (planerad)     |
| E4–E18 Hjulsta–Jakobsberg                          | Ja                       | Nej                | 599                                          | 2024–2029 (planerad)     |
| E18 Kollektivtrafikkörfält Danderyds kyrka–Arninge | Ja                       | Nej                | 291                                          | 2018–2020 (planerad)     |
| Ny Skurubro                                        | Ja                       | Ja                 | 1 164                                        | 2019                     |
| E4–E20 Kapacitetsförstärkning Södertäljebron       | Ja                       | Nej                | 410                                          | 2024–2029 (planerad)     |
| E4–E20 Kapacitetsförstärkning Hallunda–Vårby       | Ja                       | Nej                | 710                                          | 2024–2029 (planerad)     |
| E4–E18 Kapacitetsförstärkning Hjulsta–Jakobsberg   | Ja                       | Nej                | 599                                          | 2024–2029 (planerad)     |
| Riksväg 77                                         | Nej                      | Ja                 | 784                                          | 2020 (planerad)          |
| Länsväg 261                                        | Nej                      | Ja                 | 974                                          | 2019                     |
| Länsväg 267                                        | Nej                      | Ja                 | 222                                          | 2016. Färdigställd 2019. |

## Spårprojekt

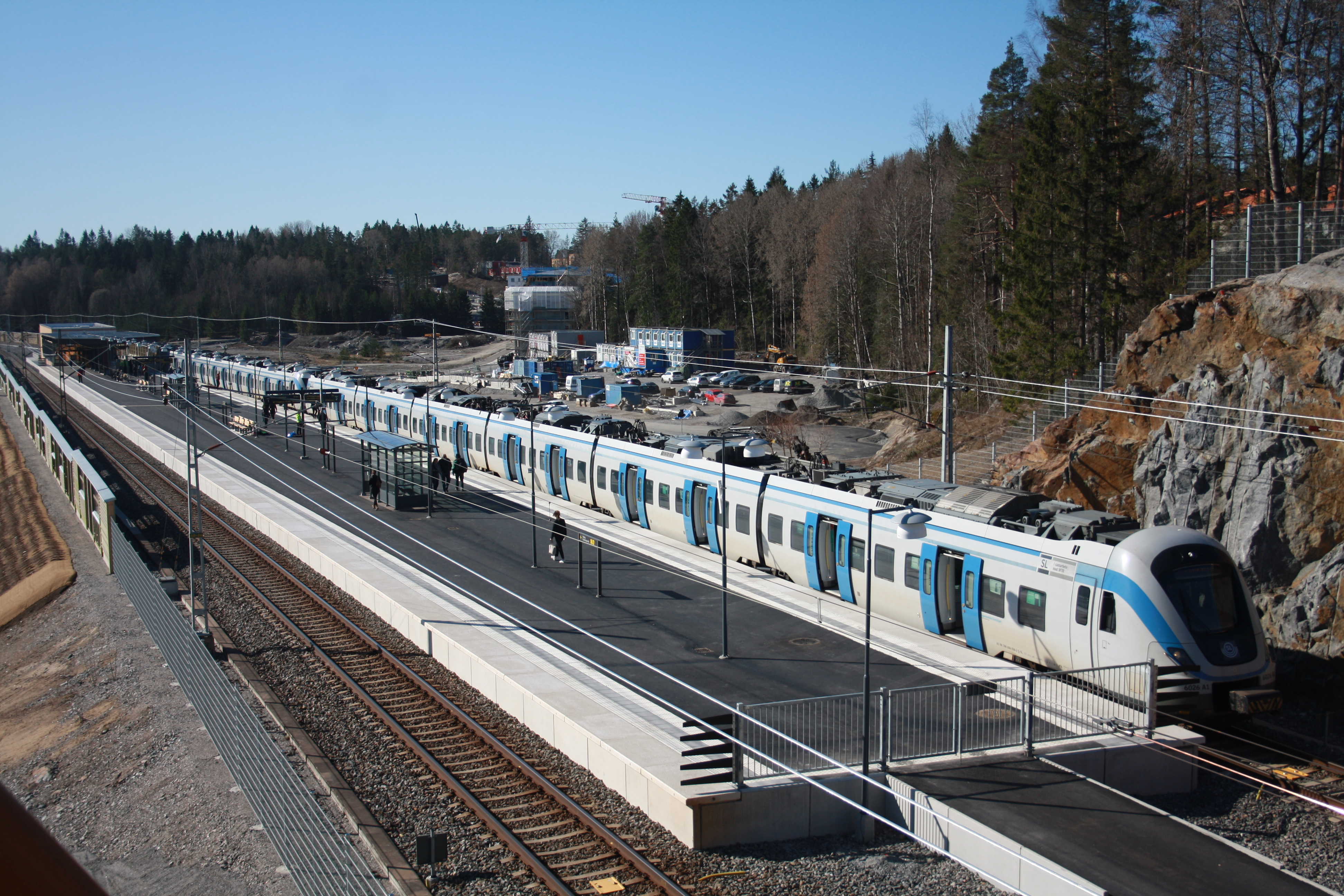
Nyinvigda Vega station i april 2019.

| Projekt                                                                               | Nationell plan 2018–2029 | Länsplan 2018–2029 | Stockholms- överenskommelsen | Sverige- förhandlingen | Kostnad under planperioden i miljoner kronor | Påbörjad byggnation      |
| ------------------------------------------------------------------------------------- | ------------------------ | ------------------ | ---------------------------- | ---------------------- | -------------------------------------------- | ------------------------ |
| Tunnelbana (Blå linjen) Kungsträdgården-Nacka Forum                                   | Nej                      | Ja                 | Ja                           | Nej                    | 13 465                                       | 2020 (planerad)          |
| Tunnelbana (Blå linjen) Akalla-Barkarby                                               | Nej                      | Ja                 | Ja                           | Nej                    | 3 376                                        | 2019                     |
| Tunnelbana (Ny gren på Gröna linjen) Odenplan-Arenastaden                             | Nej                      | Ja                 | Ja                           | Nej                    | 4 237                                        | 2019                     |
| Tunnelbana Älvsjö-Fridhemsplan (Fridhemsplan - Älvsjö samt Fridhemsplan - Skärholmen) | Ja                       | Ja                 | Nej                          | Ja                     | 7 450                                        | 2029 (planerad)          |
| Södertälje C, bangårdsombyggnad                                                       | Ja                       | Ja                 | Nej                          | Nej                    | 124                                          | 2018. Färdigställd 2018. |
| Vega pendelstation (Nynäsbanan)                                                       | Nej                      | Ja                 | Nej                          | Nej                    | 89                                           | 2016. Färdigställd 2019. |
| Fyrspår Tomteboda-Barkarby (Mälarbanan)                                               | Ja                       | Ja                 | Nej                          | Nej                    | 10 938                                       | 2016                     |
| Anpassning järnväg - Karlberg–Stockholms centralstation                               | Ja                       | Nej                | Nej                          | Nej                    | 758                                          | 2018–2020 (planerad)     |
| Roslagsbanan, förlängning till T-Centralen                                            | Ja                       | Ja                 | Nej                          | Ja                     | 1 143                                        | 2024–2029 (planerad)     |
| Dubbelspår Roslagsbanan, etapp 1 och 2 + Kommunala följdinvesteringar                 | Ja                       | Ja                 | Nej                          | Nej                    | 405+483                                      | 2013                     |
| Tvärbana ost/Saltsjöbanan                                                             | Ja                       | Ja                 | Nej                          | Nej                    | 1 305                                        | 2013                     |
| Tvärbana norr Kistagrenen                                                             | Nej                      | Ja                 | Nej                          | Nej                    | 2 504                                        | 2018                     |
| Spårväg syd                                                                           | Ja                       | Ja                 | Nej                          | Ja                     | 2 142                                        | 2024–2029 (planerad)     |